# Ваків Микола Михайлович
Ваків Микола Михайлович — доктор технічних наук, професор, генеральний директор Науково-виробничого підприємства «Карат», завідувач філії кафедри напівпровідникової електроніки Національного університету «Львівська політехніка».

## Біографічна довідка
Народився 6 березня 1952 року в м. Львові.

### Освіта
Закінчив Львівський державний університет ім. Івана Франка в 1974 р. Кандидат технічних наук («Стійкість халькогенідних склоподібних напівпровідників до дії іонізуючих випромінювань і інших зовнішніх факторів», 1991 р.), доцент (1999 р.), старший науковий співробітник(1997 р.),
академік Академії технологічних наук (2003 р.)
доктор технічних наук (2010 р.).
професор (2012 р.)

### Професійна діяльність
У1974-78 рр. інженер Львівського НДІ матеріалів;
1978-80 рр. старший інженер, 1980-83 рр. провідний інженер,
1983-93р.р. начальник відділу НВП «Карат», З 1993 р. по даний час — генеральний директор НВП «Карат», член правління Концерну "Електрон".
1993-97рр. керівник філії кафедри радіоелектронного матеріалознавства в НДІ матеріалів, з 1997 доцент кафедри радіоелектронного матеріалознавства Львівського держуніверситетуту.
На даний час професор кафедри напівпровідникової електроніки Національного університету «Львівська Політехніка» . Член Ради Західного наукового центру НАН України і МОН України, член наукової рада НАН України з проблеми «неорганічна хімія»

### Додаткові дані
Фахівець у галузі матеріалів електронної техніки, керівник науково-технічної школи по вивченню деградаційних процесів в матеріалах твердотільної електроніки.
Створив комп'ютерний банк даних зі стійкостірізних категорій матеріалів електронної техніки до дії екстремальних зовнішніх чинників.
Керує науковою роботою аспірантів, підготував 4-х кандидатів наук.

## Нагороди та відзнаки
«Заслужений діяч науки та техніки України» (2007 р.)
Нагороджений Грамотою Кабінету Міністрів України (2003), Відзнакою Національної академії наук України «За сприяння розвитку науки» (2008), Грамотами Мінпромполітики (2002, 2008), Грамота Верховної Ради України (2019)

## Наукова діяльність

### Тема докторської дисертації
Технологія структурних модифікацій деградаційно-релаксаційних перетворень в функціональних матеріалах на основі стекол та кераміки для сенсорів електронної техніки [Архівовано 27 травня 2021 у Wayback Machine.] [Текст]: дис. на здоб.наук. ступеня д-ра техн. наук: [спец.] 05.27.06 «Технологія, обладнання та вир-во електронної техніки» / Ваків Микола Михайлович ; Нац. ун-т «Львівськаполітехніка». — Л., 2010. — 418 с.

### Наукові інтереси
Вивчення деградаційних процесів у матеріалах твердотільної електроніки

## Видавнича діяльність
Науковий доробок складає більше 250 друкованих праць в вітчизняних та зарубіжних виданнях, серед яких  — монографія і 7 навчально-методичних посібників.

### Вибрані публікаці
Напівпровідникова фотоелектроніка: навч. посіб. / Володимир Павлович Савчин, Ігор Іванович Іжнін, Микола Михайлович Ваків; В.о. Львів. нац.ун-т ім. І. Франка, Нац. ун-т «Львівська політехніка».— Львів: ЛНУ ім. І. Франка , 2010.— 726,[1] с.— Бібліогр.: с.712-714 . —ISBN 978-966-613-793-0
Терморезистивний матеріал. «Воздействие ионизирующих излучений на материалы электронной техники» (пат. України на винахід № 47534.МКВ H01C7/04, H01C7/13, C04B35/00 //C04B101:00; зі співавт.); Degradation ofelectron-induced dichroism in glasse As2S3-Sb2S3 (Ukr. J. of Phys. Opt. 2000.Vol. 1. N 2; with co-auth.);
Моделирование деградации радиационно-оптических свойств халькогенидных стеклообразных полупроводников (Технологии и конструирование вэлектрон. аппаратуре. 2000. № 5-6; с соавт.); Degradation of dynamicradiation-induced effects in chalcogenide vitreous compounds (InzyneriaMaterialowa. 2001. N 4 (123); with co-auth.).